# Crossarchus ansorgei
El cusimanse de Angola (Crossarchus ansorgei) es una especie de mamífero carnívoro de la familia Herpestinae. Existe dos subespecies reconocidas: C. a. ansorgei, que se encuentra en Angola y C. a. nigricolor, hallada en Zaire, las cuales no sobreponen sus rangos. El tipo de hábitat preferido es la selva y prefiere las zonas inhabitadas. Crece de 30-45 cm, con una cola de 15-25 cm de longitud y pesa de 500 a 1.500 g de peso. Se conoce poco acerca de esta especie de cusimanse; no existe estimados de su población y estado.